# Acobo
Acobo, ou Akobo, é uma cidade localizada no estado de Juncáli, Sudão do Sul. É a sede do Condado de Acobo. A cidade é atendida por um aeroporto. A cidade fica a 450 quilômetros de distância de Juba, a capital nacional. Em 2011, Acobo tinha uma população de aproximadamente mil pessoas. Anos atrás, a missão da ONU no Sudão do Sul indicou a cidade de Acobo como "o lugar mais faminto da Terra", pela grande quantidade de crianças esqueléticas e idosos que são demasiado fracos dentre a população da cidade, que sofre com escassez de água e alimentos.